# Лісбург (Флорида)
Лісбург (англ. Leesburg) — місто (англ. city) в США, в окрузі Лейк штату Флорида. Населення — 27 000 осіб (2020).

## Географія
Лісбург розташований за координатами 28°49′22″ пн. ш. 81°53′9″ зх. д. / 28.82278° пн. ш. 81.88583° зх. д. (28.822828, -81.885830).  За даними Бюро перепису населення США в 2010 році місто мало площу 106,19 км², з яких 79,76 км² — суходіл та 26,42 км² — водойми.

## Демографія
Згідно з переписом 2010 року, у місті мешкало 20 117 осіб у 8485 домогосподарствах у складі 5089 родин. Густота населення становила 189 осіб/км².  Було 10625 помешкань (100/км²).
Расовий склад населення:
| - 63,5 % — білих - 28,2 % — чорних або афроамериканців - 1,7 % — азіатів - 0,3 % — корінних американців - 0,2 % — вихідців з тихоокеанських островів - 3,4 % — осіб інших рас |

До двох чи більше рас належало 2,7 %. Частка іспаномовних становила 9,0 % від усіх жителів.
За віковим діапазоном населення розподілялося таким чином: 23,2 % — особи молодші 18 років, 54,2 % — особи у віці 18—64 років, 22,6 % — особи у віці 65 років та старші. Медіана віку мешканця становила 40,7 року. На 100 осіб жіночої статі у місті припадало 84,4 чоловіків;  на 100 жінок у віці від 18 років та старших — 79,3 чоловіків також старших 18 років.
Середній дохід на одне домашнє господарство  становив 42 845 доларів США (медіана — 34 305), а середній дохід на одну сім'ю — 50 189 доларів (медіана — 41 594). Медіана доходів становила 33 214 долари для чоловіків та 27 419 доларів для жінок. За межею бідності перебувало 22,3 % осіб, у тому числі 27,2 % дітей у віці до 18 років та 9,7 % осіб у віці 65 років та старших.
Цивільне працевлаштоване населення становило 7307 осіб. Основні галузі зайнятості: освіта, охорона здоров'я та соціальна допомога — 25,8 %, роздрібна торгівля — 14,4 %, мистецтво, розваги та відпочинок — 13,7 %.